# 28299 Kanghaoyan
28299 Kanghaoyan este un asteroid din centura principală de asteroizi.

## Descriere
28299 Kanghaoyan este un asteroid din centura principală de asteroizi. A fost descoperit pe 12 februarie 1999 la Socorro, New Mexico, în cadrul proiectului LINEAR. Asteroidul prezintă o orbită caracterizată de o semiaxă mare de 2,25 ua, o excentricitate de 0,12 și o înclinație de 4,2° în raport cu ecliptica.